# Теорема Руше
Теореми Руше — твердження в комплексному аналізі згідно з яким, якщо функції {\displaystyle f(z)} і {\displaystyle g(z)} голоморфні в однозв'язній області {\displaystyle G}, а на контурі {\displaystyle \partial G} також виконується строга нерівність {\displaystyle |f(z)-g(z)|<|f(z)|,\,\forall z\in \partial G}, то в області {\displaystyle G} функції {\displaystyle f} і {\displaystyle g} мають однакову кількість нулів з урахуванням кратності.

## Доведення
З нерівності {\displaystyle |f(z)-g(z)|<|f(z)|\,} випливає, що функції {\displaystyle f,g} не мають нулів на {\displaystyle \partial G.} Поділивши {\displaystyle |g(z)-f(z)|=|f(z)-g(z)|} на {\displaystyle |f(z)|} одержуємо нерівність {\displaystyle |F(z)-1|<1,\,\forall z\in \partial G,} де {\displaystyle F(z)={\frac {g(z)}{f(z)}}.}
Звідси бачимо, що образ {\displaystyle \partial G'} контуру {\displaystyle \partial G} щодо відображення {\displaystyle w=F(z)} лежить всередині відкритого круга радіуса 1 з центром в точці {\displaystyle w=1.} Оскільки 0 не належить цьому кругу, то функція {\displaystyle {\frac {1}{w}}} буде голоморфною в цьому кругу і, відповідно, на контурі {\displaystyle \partial G'} і в обмеженій ним області. Тоді згідно з інтегральною теоремою Коші:
{\displaystyle \oint _{\partial G'}{\frac {1}{w}}\,dw=0.}
Оскільки {\displaystyle w=F(z),\,dw=F'(z)dz,} то звідси
{\displaystyle \oint _{\partial G}{\frac {F'(z)}{F(z)}}\,dz=0.\quad (*)}
З формули похідної від частки можна одержати:
{\displaystyle {\frac {F'(z)}{F(z)}}={\frac {g'(z)}{g(z)}}-{\frac {f'(z)}{f(z)}}}
Підставляючи цей вираз в (*) одержуємо:
{\displaystyle \oint _{\partial G}{\Bigg [}{\frac {g'(z)}{g(z)}}-{\frac {f'(z)}{f(z)}}{\Bigg ]}\,dz=0}
або
{\displaystyle \oint _{\partial G}{\frac {f'(z)}{f(z)}}\,dz=\oint _{\partial G}{\frac {g'(z)}{g(z)}}\,dz\quad .}
Оскільки згідно з умовою функції f, g є голоморфними і не мають полюсів, то з принципом аргументу випливає, що кількість нулів для цих функцій в області G має бути однаковою.